# Interdom
L'Interdom, abbreviazione di Internačional'nij Detskij Dom (in russo Интернациональный Детский Дом, Casa dei bambini internazionali), è una scuola speciale per studenti stranieri situata nella città di Ivanovo, in Russia.
Soprannominata la "Oxford sovietica", ospitò i figli di leader ed attivisti comunisti e antifascisti perseguitati e provenienti da 85 paesi, tra cui Grecia, Austria, Italia, Spagna, Cile, Iran, Angola, Etiopia e Somalia.

## Storia
Nel 1928 la rivoluzionaria svizzera Mentona Moser, figlia di un ricco costruttore di orologi, partì da Zurigo per creare in Unione Sovietica, inizialmente a Vaskino, una casa che ospitasse i figli di politici comunisti, rivoluzionari ed antifascisti di tutto il mondo.
L'istituzione fu fondata il 26 marzo 1933 da Elena Dmitrievna Stasova, presidente del Soccorso Rosso Internazionale, insieme alle operaie tessili della città di Ivanovo. I fondi per la costruzione del primo complesso di edifici furono raccolti tramite le donazioni volontarie dei lavoratori di Ivanovo e dalla gente comune di altre regioni dell'Unione Sovietica, oltre che dalle filiali del Soccorso Rosso di Germania, Svizzera, Danimarca, Norvegia e altri paesi. La creazione di un tale orfanotrofio fu una manifestazione di internazionalismo e di buona volontà dei cittadini sovietici nei confronti dei bambini orfani dei combattenti antifascisti. La scuola venne altresì concepita come un collegio per i figli di leader ed attivisti comunisti repressi di tutto il mondo. 
Il complesso architettonico originale fu progettato da Nikolai Ivanovič Porkhunov, nello stile tipico del costruttivismo; visto dall'alto, la scuola assomiglia ad una grande falce e martello. Per tale motivo, l'edificio è classificato come monumento architettonico di valore.
I primi bambini ospitati furono gli orfani degli antinazisti uccisi nel campo di concentramento di Dachau. In seguito vennero accolti i figli di Mao Tse Tung, Josip Tito, Dolores Ibárruri, Ilektra Apostolu, Liu Shaoqi, Pietro Longo, Vittorio Vidali, Palmiro Togliatti, Eduardo Mondlane, Amílcar Cabral, Abd al Fattah Ismail, e molti altri.
L'Interdom subì importanti ampliamenti negli anni 1961 il 1969, ma soprattutto intorno al 1990.
Nel 1978 l'Interdom fu insignito dell'Ordine dell'amicizia dei popoli dell'URSS per il "successo nella formazione e nell'educazione delle giovani generazioni". Nel 1983, in occasione del 50º anniversario di fondazione, la scuola ricevette le onorificenze dell'Ordine della Repubblica di Bulgaria e la Stella d'oro dell'amicizia dei popoli della Repubblica Democratica Tedesca.
Con il collasso dell'Unione Sovietica, l'Interdom divenne anche la casa di molti bambini vittime del disastro di Černobyl'.
Nel 1992 sono stati costruiti nuovi edifici sul sito dell'edificio demolito.
All'inizio del XXI secolo venne ipotizzato di trasformare la scuola internazionale in una sede della scuola militare Suvorov, ma il progetto venne bloccato grazie al grande sforzo del personale scolastico, della Croce rossa russa e la pronta risposta del Comitato russo per la pace, in particolare l'influenza del suo presidente, l'ex campione del mondo di scacchi Anatolij Evgen'evič Karpov.